# Linnaemya brunneoguttata
Linnaemya brunneoguttata là một loài ruồi trong họ Tachinidae.